# Lacona, Iowa
Lacona är en ort i Warren County i Iowa. Vid 2020 års folkräkning hade Lacona 345 invånare.